# Shōjirō Iida
Pour les articles homonymes, voir Iida (homonymie).
Shōjirō Iida (飯田祥二郎, Iida Shōjirō, (8 août 1888 – 23 janvier 1980) était un général de l'Armée Impériale Japonaise durant la seconde guerre mondiale.

## Biographie
Iida est natif de la préfecture de Yamguchi au Japon, il a été diplômé de la 20e classe de l'académie de l'armée impériale japonaise en 1908 et de la 27e classe de l'école militaire impériale du Japon en décembre 1915. Il est promu capitaine en décembre 1918. Il participe à la force expéditionnaire japonaise lors de l'intervention sibérienne contre les forces de l'armée bolchevik et l'armée blanche, en Russie.
Après avoir servi à différentes tâches administratives au sein du quartier général impérial japonais, incluant un stage en tant qu'instructeur à l'école d'infanterie de 1932 à 1934, Iida assume le commandement du IVe régiment des gardes impériales, de 1934 à 1935. Il devient par la suite chef d'état major de la IVe division, de 1935 à 1937.
Au début de la seconde guerre sino-japonaise, Iida devient le chef de l'état major de la 1re Armée japonaise en Chine, en 1938. Iida est promu au rang de Général de division en août 1939. On lui offre le commandement de l'armée taïwanaise du Japon, de 1938 à 1939. En 1939, il retourne à la garde impériale, comme commandant, et garde ce poste jusqu'en 1941.
Au début de la guerre du pacifique, Iida est muté au sud, afin de prendre le commandement de la 25e armée, en Indochine française, occupée par les forces japonaises en 1941. Il établit son quartier général à Saigon et se prépare à l'invasion de la Thaïlande. En décembre 1941, Iida prend le commandement de la nouvelle 15e armée, qui inclut la XXXIIIe division de l'AIJ, ainsi que de la LVe division de l'AIJ. Début décembre, ses forces contrôlent facilement la faible résistance Thaï, ce qui force la Thaïlande à conclure un pacte d'amitié avec le Japon. Le 20 janvier 1942, les divisions de Iida pénètrent en Birmanie, pour ce qui deviendras la très fructueuse conquête de la Birmanie par les troupes japonaises.
Les forces de Iida, qui comptaient plus de 35 000 hommes, ont rapidement et facilement pris le dessus sur les forces britanniques, malgré un terrain inhospitalier et des approvisionnements limités. Le 8 mars, Iida prend Rangoon, coupant ainsi la route de Birmanie, et isolant par le fait même la Chine. Au mois de mai, les forces chinoises et britanniques ont été expulsées de la Birmanie vers la Chine et l'Inde, avec plus de 30 000 victimes, contre à peine 7 000 du côté japonais.
On rappelle Iida au Japon en 1943, on lui confie le commandement général de défense. En 1944, il devient le commandant en chef de l'armée du district central. Il se retire des tâches actives, ainsi que du service en 1944.